# Lammert Westerhoff
Lammert Westerhoff (Noorderhoogebrug, 14 januari 1946) was wethouder en locoburgemeester van Groningen. Zijn portefeuille bevatte onder andere economische zaken, sociale zaken, huisvesting en sport.

## Loopbaan
Westerhoff werd geboren in Noorderhoogebrug, waar zijn ouders een café exploiteerden. In 1962 ging hij aan de slag als leerling-stukadoor. Al snel werd hij actief in de Bouwbond en de toenmalige jongerenorganisatie van het NVV. In 1974 kwam hij voor de PvdA in de gemeenteraad van Groningen en werd gelijk wethouder.
Gedurende zijn 17-jarig wethouderschap had Westerhoff diverse portefeuilles. Onderwerpen waren onder andere: de bestrijding van huisjesmelkerij en woningonttrekking, herhuisvesting in de stadsvernieuwing, een grootscheepse herstructurering van de gemeentelijke organisatie en afwikkeling van de stadsrechten in Oost-Groningen. Voor de portefeuille sport realiseerde hij voorzieningen op het gebied van sport en openluchtrecreatie zoals de sporthal Beijum, de renovatie van het oude ijsstadion, sportpark het Noorden, het Paterswoldsemeer-project en stadsgewestpark Noorddijk. Voor de portefeuilles sociale zaken en economische zaken hield hij zich bezig met werkloosheidsbestrijding, met name door Groningen te positioneren als centrum voor dienstverlening (Groningen kantorenstad). Maar ook door projecten op te zetten voor mensen met een grote afstand tot de arbeidsmarkt.

## Onderscheiden
Westerhoff was vele jaren locoburgemeester van Groningen en lid van het Dagelijks Bestuur van de VNG. In 1986 werd hij benoemd tot officier in de Orde van Oranje-Nassau. In 1991 stapte hij op om voorzitter te worden van de Regionale Arbeidsvoorzieningen Organisatie. In 1998 ging hij het bedrijfsleven in en vervulde geen publieke functies meer. In 2008 ging hij met pensioen.

## Persoonlijk
Lammert Westerhoff is een groot liefhebber van schaatsen en wielrennen. Zo reed hij onder andere de Elfstedentocht.